# Autoportrait à l'âge de vingt ans
Autoportrait à l'âge de vingt ans est un tableau réalisé par le peintre suisse Félix Vallotton en 1885. Cette huile sur toile est un autoportrait. Elle est conservée au musée cantonal des beaux-arts de Lausanne.

## Historique
Peint en 1885, le tableau est acquis en 1896 par le musée cantonal des beaux-arts de Lausanne.

## Description
Vallotton écrivit au sujet de cet autoportrait : « Il n’a pas été fait pour le public, mais pour moi, les artistes seuls peuvent y découvrir quelques qualités, mais les bourgeois ne le trouveront sans doute pas agréable, mais je m’en fous ! ». L'analyse du tableau permet de deviner qu'il s'est représenté devant le lac Léman.
Il existe huit autoportraits connus de Vallotton. Celui de 1897 (âgé de trente-deux ans) montre un homme plus sûr de lui. Le style des autoportraits de Félix Vallotton se caractérise par un réalisme sobre. La quasi-totalité de l'analyse se concentre sur les yeux, le regard, seul élément révélateur de l'état psychologique du sujet.
La même pose est adoptée à travers les différents autoportraits, dessinant une personnalité à travers les âges.